# バッシュエンタテインメント

バッシュエンタテインメントは、大阪府大阪市に本拠を置く芸能事務所、レコードレーベル会社。主に関西地域で活動するローカルアイドルおよびローカルタレントが所属している。1993年設立。代表は常沢拓慕。

## 概要
1993年に設立。音楽プロデューサー・起業家・作詞家・作曲家・イベントプロデューサー・レーベル代表・アーティスト・A&Rの複数の顔を持つ常沢拓慕（たくぼ）が代表を務める。
関西に長く音楽活動をする常沢は自らがボーカルを務めるバンド「ロゴミント」を世に出すためレーベルを立ち上げた。その後、2005年からポニーキャニオンミュージック(現ポニーキャニオンアーティスツ)と業務提携。関西中国四国地域のすべてのオーディション応募作品とスカウト業務を受託する。2001年からはフリーペーパー誌「BASHMAGAZINE」を創刊。2007年からオーディション形式の女性シンガーイベント「歌姫バトル」をスタートさせる。
アーティスト発掘＆育成部門では多機能アイドル「アイシェリング」のマネージメントを現在行っている。

## 略歴

### 代表の経歴
代表の常沢拓慕（たくぼ）は、兵庫県神戸市生まれ。幼少時代に父から貰った新品のラジカセに魅了。FMラジオにはまり、ポール・モーリアの虜に。4才からピアノを始めて曲作りの楽しみを知る。高校2年で「THE MOCCOSS」というバンドを結成、ボーカルを担当、学内で優勝したのを機に本気で音楽を志すようになった。
兵庫県立兵庫高等学校、近畿大学文芸学部マスコミ専科を卒業後は同大学院文芸学専攻修士課程に進み、近畿大学の副手職員として勤務、日本音響学会に所属してサウンドスケープ（音風景）論や音響学の研究、論文を書いたり、ゼミの学生の世話をしたりしながら、その間ずっとアマチュアミュージシャンとしてバンド活動も続ける。大学で過ごしていた時代、長期間に渡り、元朝日新聞記者の馬場博治に師事していた。日本語、文章、学問、映画、芸術に教わる。
1993年にレーベル会社を起業。同時に現在も活動中で自身がボーカルを務めるバンド「ロゴミント」を結成。
2005年11月から5年間、ポニーキャニオンに所属しながら、関西・中国・四国エリアの新人開発を担当。まなみのりさの発掘を担う。
2001年からは音源付（2006年から映像付）フリーペーパー誌「VASH MAGAZINE」を創刊。2008年まで編集長として全国のライブハウスと連携、新人発掘の担い手となった。
現在、作詞、作曲活動をしながら、数々のアーティスト、アイドルを世に出している。通称ザわさん。作詞、作曲名は「ザわ」。その他に、音楽プロデューサー、起業家、イベントプロデューサー、レーベル代表、アーティストA&R、バンドマンの顔も持つ。音楽系オーガナイザーとして関西の音楽業界をけん引する常沢のモットーは「上手い！キレイ！より、愛されろ」。万能ミュージシャンを輩出するべく日々活動中。

### 会社の沿革
1993年
- 代表の常沢がボーカルを務めるバンド『ロゴミント』（現在も活動中）が結成[4][5]。
- 発売したCDを店頭に置きたい理由でインディーズレーベルを立ち上げ[4]。

1995年
- レコードレーベル「キュンニズムレコード」を立ち上げ。アメ村に事務所を構える[4]。

1997年
- 単物レーベルでの完全な全国リリースに、関西で初めて成功[4]。
- 心斎橋クラブクアトロにて、大型ライブイベントをスタート[4]。

1999年
- 大阪のほとんどのライブハウスを使ったサーキット的ライブイベントをスタート（〜2011）[4]。

2001年
- 事務所を北堀江に移転。社名を「バッシュ大阪」に変更[4]。
- インディーズバンドを音源付きで紹介するフリーペーパー「VASHMAGAZINE」を全国で初めて発行、10月10日に創刊（以後、隔月で2008年まで31号、発刊した）[4]。

2003年
- 事務所を兵庫県神戸市長田に移転[4]。

2005年
- 神戸市の協力を得て高校生バンドコンテストをスタート[4]。
- ポニーキャニオンミュージック(現ポニーキャニオンアーティスツ)と業務提携（2005年〜）[4]。
- 関西中国四国地域のすべてのポニーキャニオンオーディション応募作品とスカウト業務を受託（〜2010）[4]。

2006年
- 音源付きフリーペーパーを映像付きフリーペーパーに進化[4]。

2007年
- オーディション形式の女性シンガーイベント「歌姫バトル」をスタート[4]。
- 事務所を兵庫県神戸市三宮に移転[4]。

2008年
- FNS系27時間TVヘキサゴンSPにアイドルプロデューサーとして出演[4]。

2010年
- 事務所を淀屋橋に移転。社名を「株式会社バッシュエンタテインメント」に変更[4]。

2011年
- 逢えるアイドルイベント「マジックカーペットライド」をスタート[4]。

2012年
- 兵庫県西宮市甲子園にダンススタジオを設立[4]。

2014年
- 多機能アイドル「アイシェリング」を発表[2]。
- 事務所を本町に移転。

## 業務内容
1. 女性アイドル、女性アーティストのスカウト、育成、マネージメント[1]
2. 女性アイドルイベント、音楽イベントの企画、主催[1]
3. 楽曲の制作、提供[1]
4. インディーズレーベル事業[1]
5. メジャーレーベルオーディションの企画協力、審査員の派遣等[1]
6. 映像作品、DVD作品の企画、制作業務[1]
7. グッズの企画、製作、販売[1]
8. 書籍、雑誌などの出版物の企画、製作、販売[1]
9. 通信販売[1]

## 所属タレント
- 神野あやか （かんの あやか）[2]
- 神野あみ （かんの あみ）[2]

- ふたがわなぎさ[2]
- 家湯江収　(いえゆえ しゅう)

## 所属グループ
- アイシェリング[2]
- パステルにリライト[2]